# Бург, Томас, 1-й барон Бург
Томас Бург (англ. Thomas Burgh; примерно 1488, Гейнсборо, Линкольншир, Королевство Англия — 28 февраля 1550) — английский аристократ, 1-й барон Бург с 1529 года. 

## Биография
Томас Бург принадлежал к старинному роду, представители которого, владевшие землями в Линкольншире, возводили свою генеалогию к Хьюберту де Бургу, 1-му графу Кенту. Он родился примерно в 1488 году в семье Эдуарда Бурга, de-jure 2-го барона Бурга из Гейнсборо, и Анны Кобем. От матери Томас унаследовал претензии на титулы барона Кобема и барона Страбоги, но его ни разу не вызывали в парламент в этом качестве. С 1510 года, когда Эдуард Бург был признан неправоспособным из-за психической болезни, Томас управлял семейными владениями, но полностью вступил в свои права только после смерти отца в 1528 году. С 1529 года он заседал в парламенте как лорд и поэтому считается 1-м бароном Бургом второй креации. Главной резиденцией барона был Олд Холл в Гейнсборо (Линкольншир).
В 1513 году Бург был посвящён в рыцари, в 1518—1519 и 1524—1525 годах он занимал пост шерифа Линкольншира. Сэр Томас отличался страстной преданностью реформированной религии, которая внедрялась в Англии с 1530-х годов. На коронации Анны Болейн в мае 1533 года он исполнял обязанности лорда-камергера.
Барон был женат на Агнес Тирвитт, дочери сэра Уильяма Тирвитта и Анны Констебл, и на Элис Лондон, дочери Уильяма Лондона. В первом браке родились:
- Эдуард (примерно 1508—1533), известный в первую очередь как муж Екатерины Парр;
- Томас (умер в 1542)[1];
- Уильям (примерно 1522—1584), 2-й барон Бург[1];
- Генри (примерно 1522—1557)[1][3];
- Анна (умерла в 1582), жена Джона Буши и сэра Энтони Невилла;
- Маргарет (умерла в 1552), жена Роберта Топклиффа;
- Агнес, жена Джона Бассета;
- Элеанора, жена сэра Уильяма Мусгрейва и Эдмунда Крофтса[4];
- Доротея;
- Элизабет;
- Джон;
- Ричард.

Сэр Томас был властным отцом и требовал от всех членов семьи абсолютного повиновения. Известно, что он выгнал из дома свою невестку Элизабет Оуэн (жену сына Томаса), а ее детей объявил незаконнорожденными.